# Guerra de los tres Enriques (977-978)
La guerra de los tres Enriques fue una breve rebelión de tres líderes germanos, todos ellos llamados Enrique, contra el emperador Otón II, en 977.
La conspiración se desarrolló en Baviera, mientras Otón estaba acampado contra Boleslao II de Bohemia.  Los conspiradores—Enrique I, obispo de Augsburgo; Enrique II, duque de Baviera, quien recientemente había sido desposeído de su título; y Enrique III, duque de Carintia— también tenían el apoyo de la Iglesia.  Otón, aliado con Otón I, duque de Suabia y Baviera, marchó primero contra Passau, en poder de los rebeldes.  La ciudad se rindió en septiembre gracias a las tácticas de asedio del emperador, que incluía un puente construido con botes sobre el río.
Durante la Pascua de 978, los tres insurrectos fueron castigados en Magdeburgo.  Ambos duques fueron desterrados, y Enrique de Carintia perdió su ducado en favor de Otón I, hijo de Conrado el Rojo, duque de Lorena.  El obispo fue encarcelado hasta julio de ese año.
El principal resultado del conflicto fue la completa sumisión de Baviera: a partir de este momento ya no fue el más grande de los antiguos ducados tribales.  